# Alvis

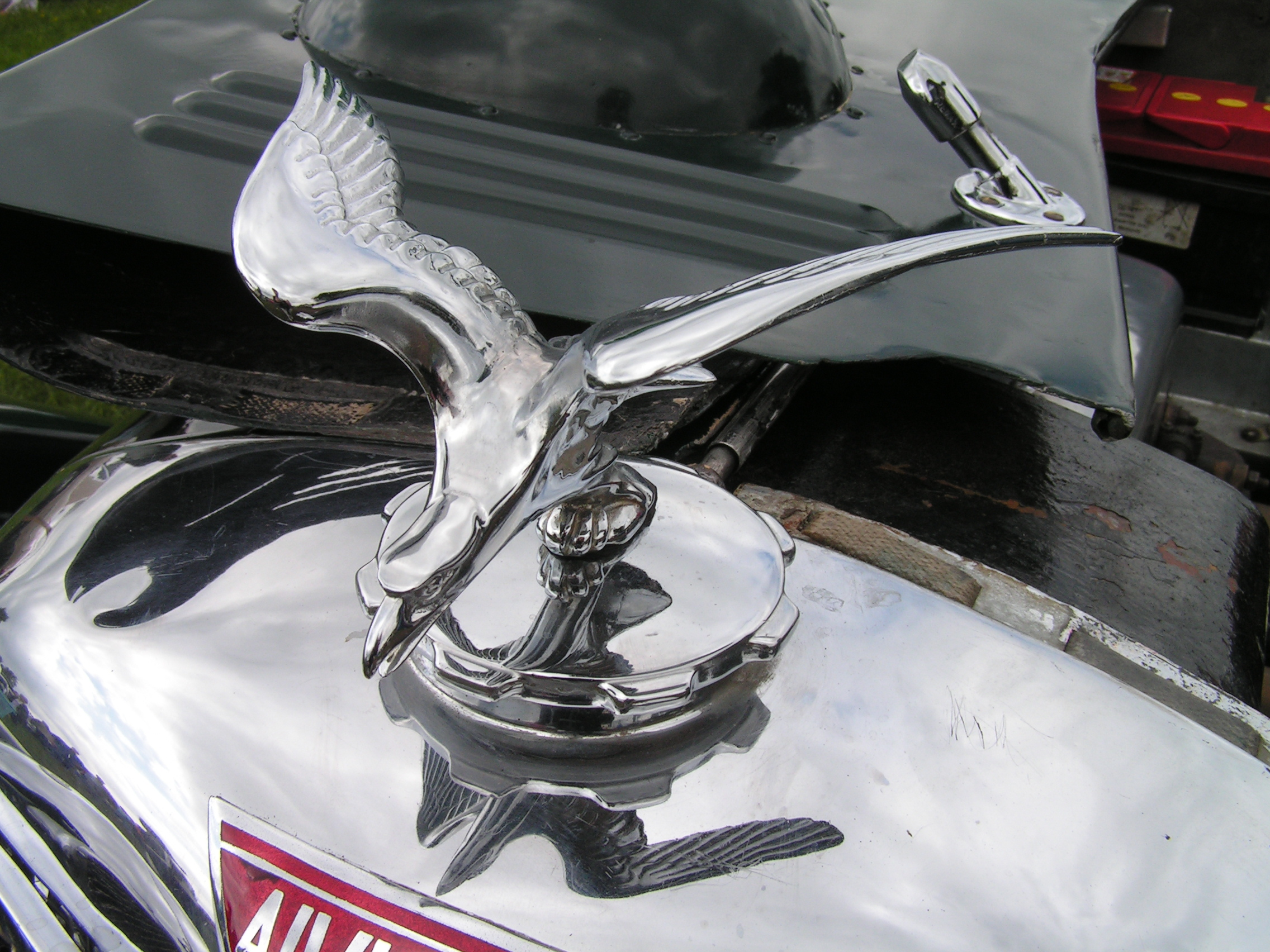
Letící Orel na kapotě automobilu Alvis

Alvis byla britská automobilka, která existovala v letech 1920 až 1967.

## Historie
Automobilku založili T. G. John a G. P. de Freville v Coventry. Jejich prvním automobilem byl malý vůz s hliníkovou karoserií. Už tehdy nepatřil mezi levné automobily ale vynikal vysokou kvalitou. Na konci roku 1928 měla firma na kontě 6800 vyrobených vozů. O devět let později byla založena továrna na letecké motory Alvis. Motory vyrobené touto značkou se těšily dobré pověsti a prodej šel dobře. V roce 1938 tak byla otevřena nová továrna, tentokrát na výrobu obrněných automobilů pro armádu. Za války byla továrna v Coventry těžce poničena a v roce 1940 byla zdemolována i továrna v Hollyhead Road. Přesto už v roce 1946 začala výroba prvního poválečněho vozu, sedanu Alvis TA14. Jednalo se o zmodernizovaný Alvis Speed 25 z roku 1937. Od roku 1950 byl k dispozici kabriolet Alvis TB14. Švýcar Hermann Graber používal podvozky vozů Alvis ke stavbě vlastních otevřených vozů. V roce 1965 automobilku odkoupil Rover a pod jeho vedením byl ve stejném roce představen poslední vůz - Alvis TF21. Po převzetí automobilky Rover koncernem Leyland v roce 1967 byla výroba automobilů Alvis ukončena.